# Bår

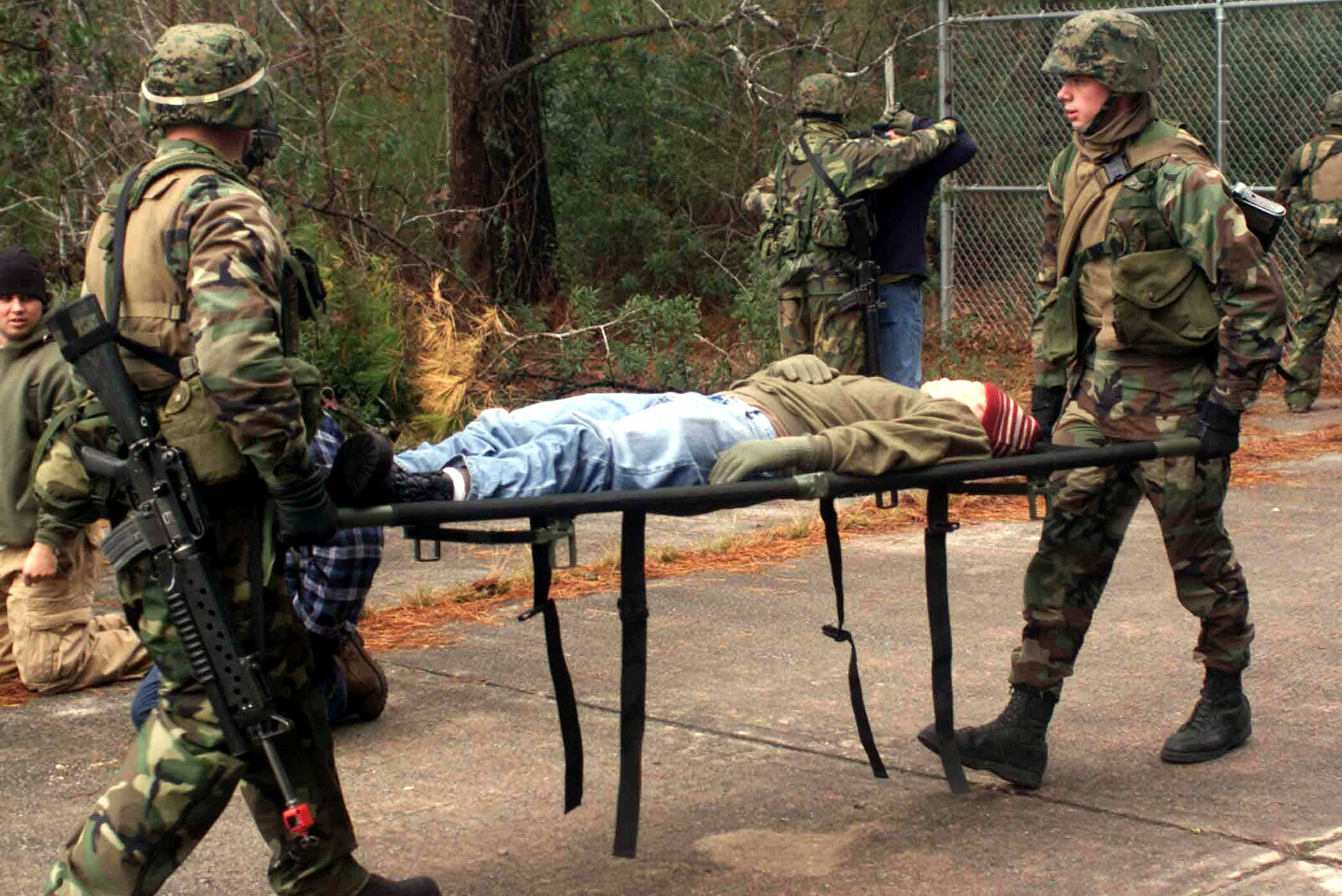
En enkel bår för militärt bruk.

En bår är en anordning för att bära eller rulla en liggande person, oftast som en enkel form av sjuktransport. En bår kan också användas för att bära lik.
Inom ambulanssjukvården i Sverige är Alfabåren (eller liknande) den vanligast förekommande typen av bår. Ambulansbårar brukar kunna konfigureras om snabbt så att patienten antingen kan ligga, halvligga eller sitta på båren, till skillnad från enklare militärbårar.